# Église Sainte-Suzanne de Sainte-Suzanne-sur-Vire
Pour les articles homonymes, voir Église Sainte-Suzanne.

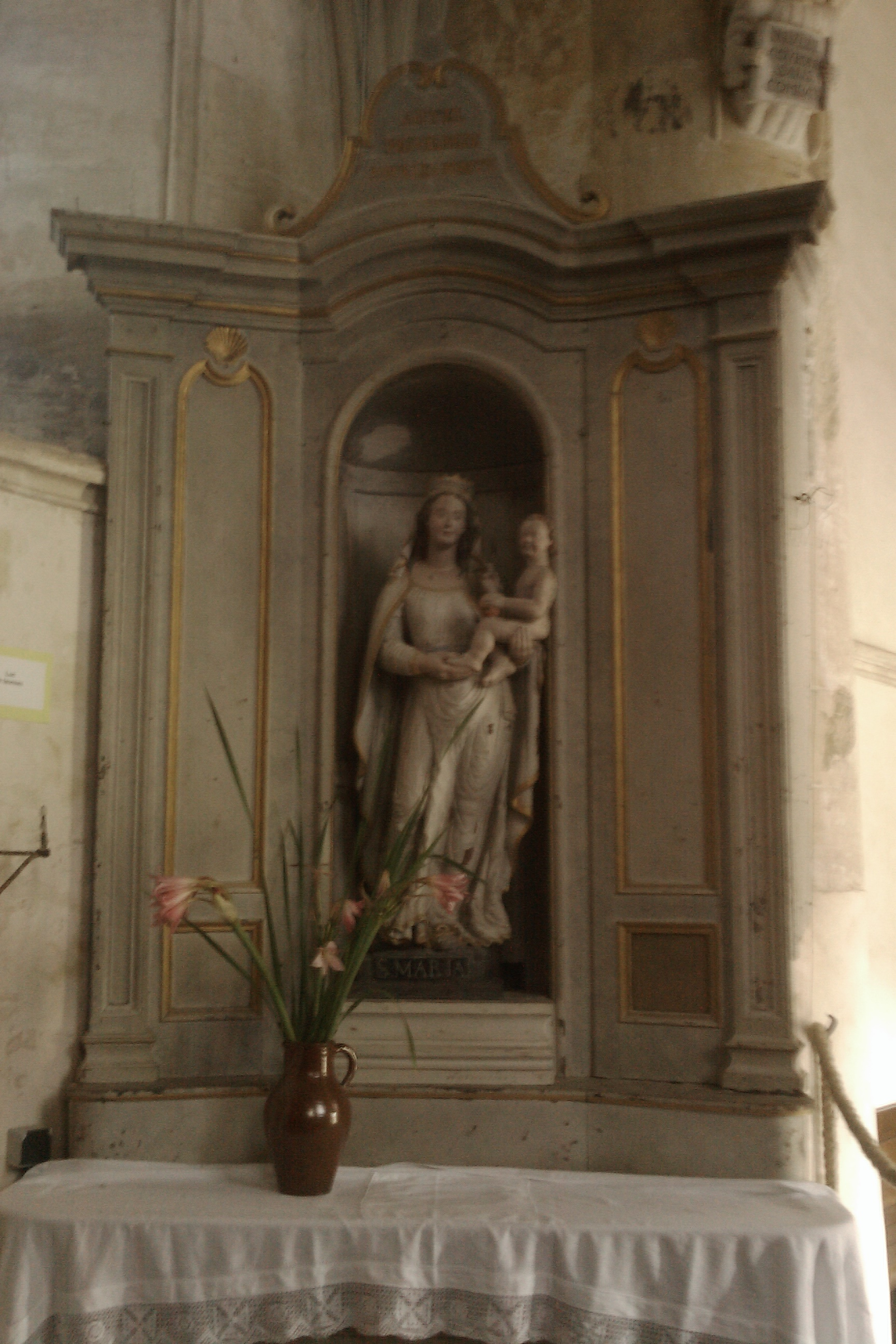
Statue en bois de la Vierge à l'enfant.

L'église Sainte-Suzanne de Sainte-Suzanne-sur-Vire est un édifice catholique qui se dresse sur le territoire de la commune française de Sainte-Suzanne-sur-Vire, dans le département de la Manche, en région Normandie.
L'église est classée aux monuments historiques.

## Localisation
L'église Sainte-Suzanne est située à l'ouest du bourg de Sainte-Suzanne-sur-Vire, sur les bords de la Vire, dans le département français de la Manche.

## Historique
Au XIIe siècle, l'église est donné par Marie de Thaun et Hodierne de Sainte-Suzanne, épouse de Guillaume Corbel, aux moines du prieuré de Saint-Fromond.

## Description
L'église de style flamboyant a un chœur polygonal. Le porche est situé sur la façade sud.

## Protection aux monuments historiques
L'église est classée au titre des monuments historiques par arrêté du 3 mars 1931.

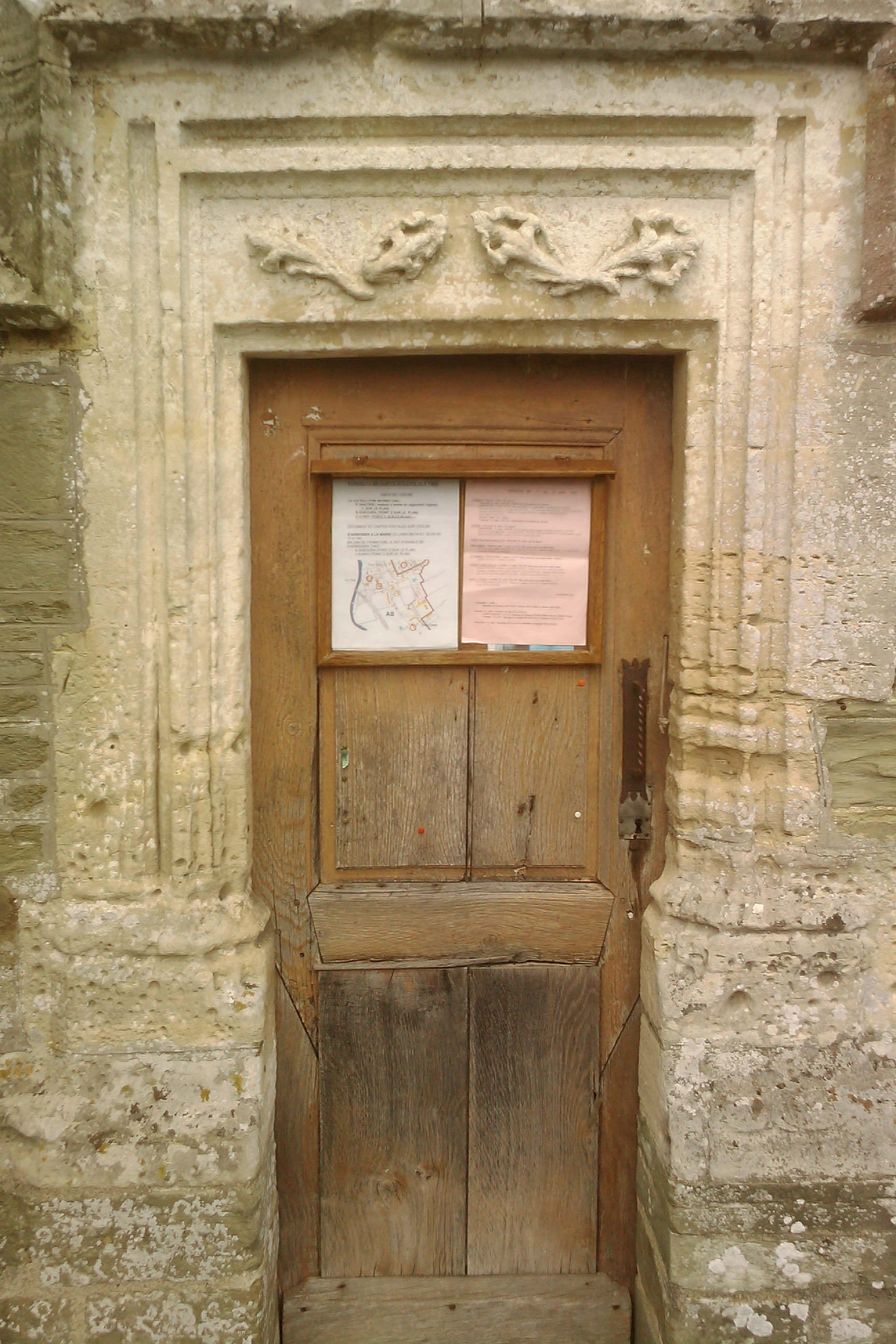
L'entrée latérale.
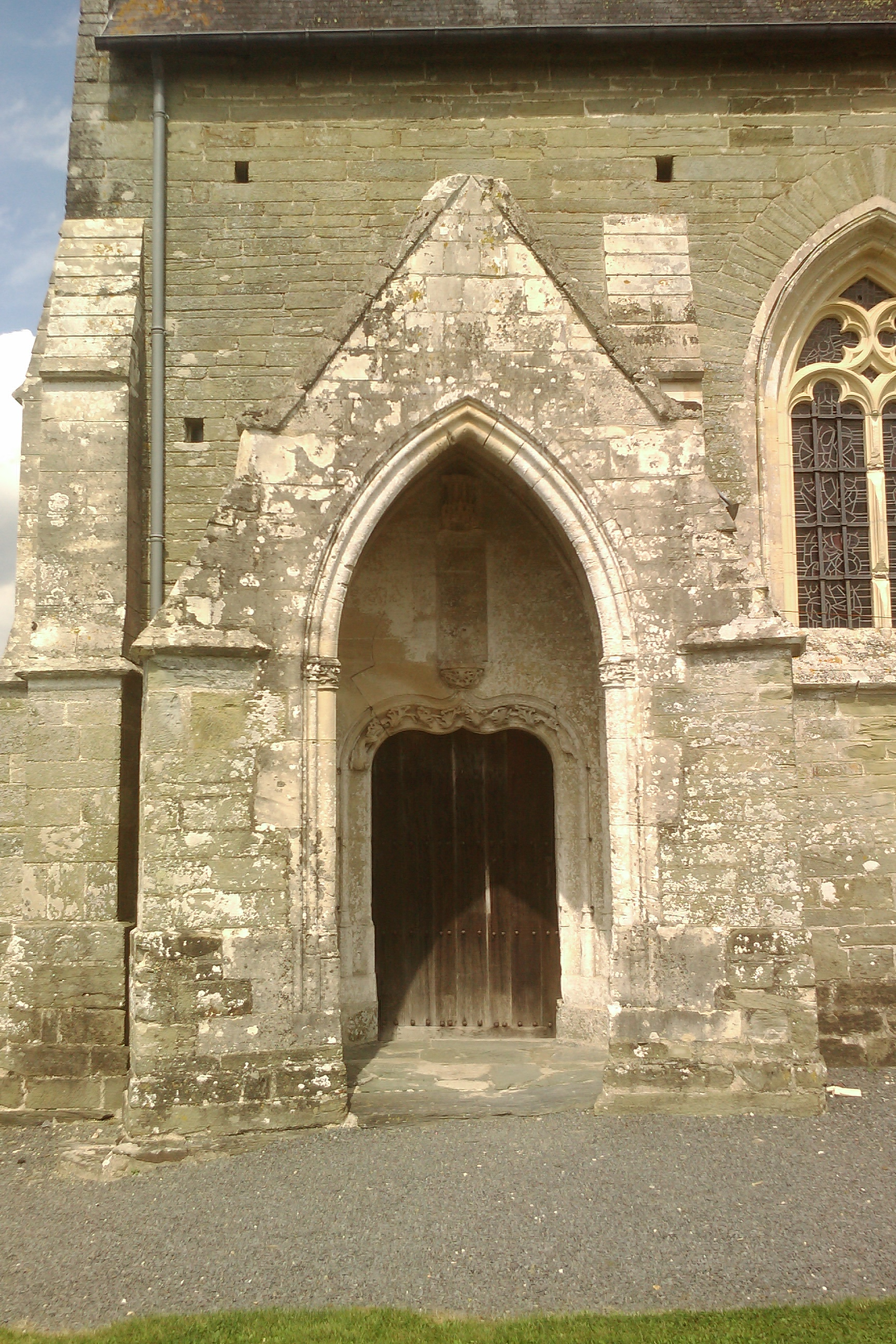
Le porche.
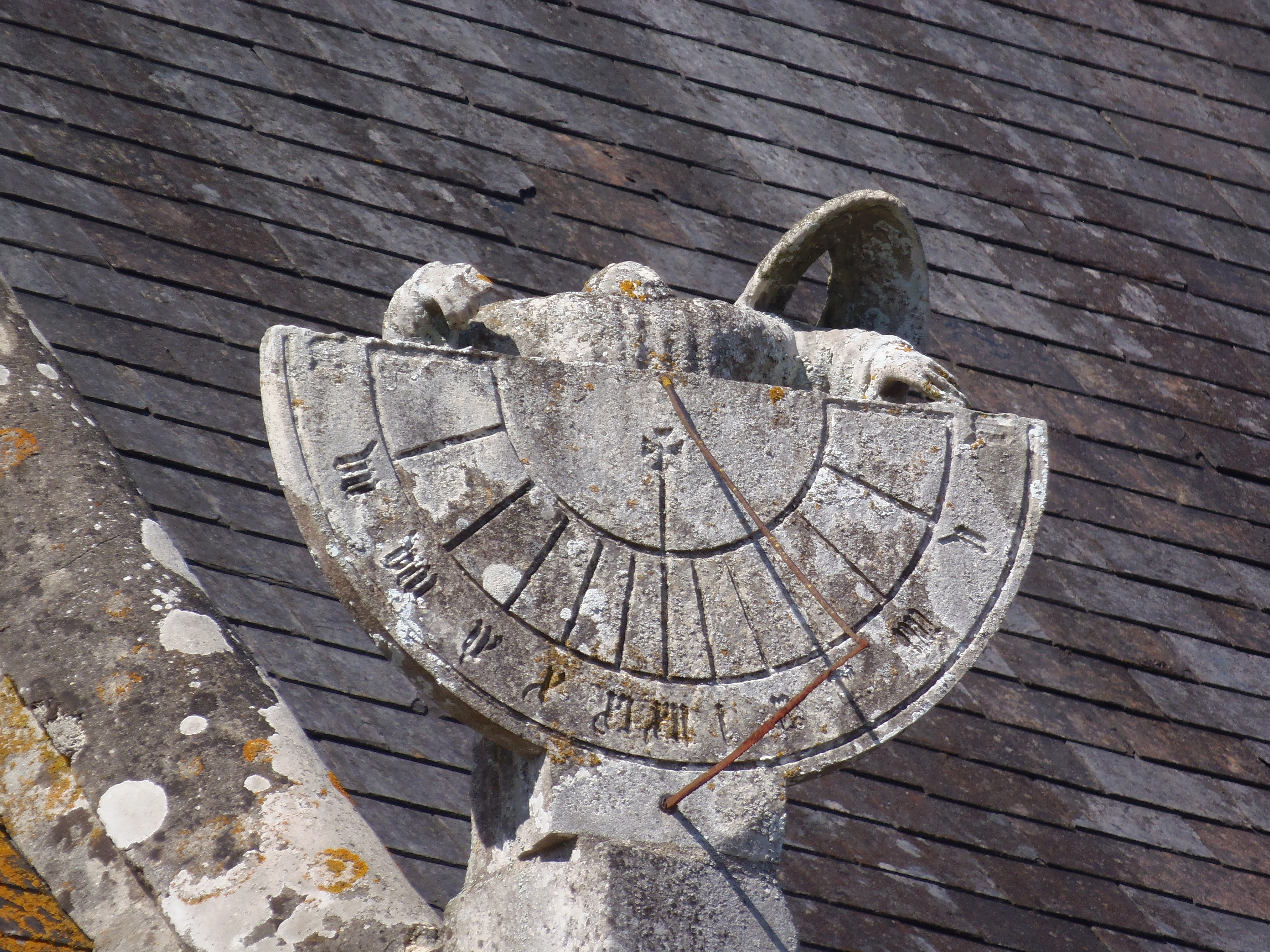
Le cadran solaire.

## Mobilier
Une statue en bois de la Vierge datée du XVIIe siècle est classée au titre objet aux monuments historiques depuis le 30 octobre 1944. L'église abrite également une armoire eucharistique (XVIe siècle) et des lavabos (XVe et XVIe siècles).
Une statue du début du XIXe siècle, en bois, représentant sainte Suzanne, également classée, a été volée en juillet 1967.